# Sarıyusuf, Zara
Sarıyusuf là một xã thuộc huyện Zara, tỉnh Sivas, Thổ Nhĩ Kỳ. Dân số thời điểm năm 2011 là 21 người.